# Astronesthes splendidus
Astronesthes splendidus är en fiskart som beskrevs av Brauer 1902. Astronesthes splendidus ingår i släktet Astronesthes och familjen Stomiidae. Inga underarter finns listade.